# 戸田壽一
戸田 壽一（とだ じゅいち、1932年3月7日 - 2014年1月30日）は、日本の実業家。カナダのブリティシュコロンビア州出身。

## 経歴
1955年に学習院大学政経学部を卒業。
イギリスの航空会社での勤務等を経て、1962年に飯田亮とともに日本警備保障(のちのセコム)を設立し、常務、専務を経て、1976年2月に副会長に就任し、1998年6月から取締役最高顧問を務めた。
2014年1月30日心不全のために死去。81歳没。